# John E. Mack
John E. Mack (John Edward Mack; * 4. Oktober 1929 in New York City; † 27. September 2004 in London, England) war ein US-amerikanischer Psychiater und Buchautor. Er wirkte als Professor für Psychiatrie an der Harvard Medical School, die zur Harvard University gehört.
International bekannt wurde Mack durch den Erhalt des Pulitzer-Preises im Jahre 1977 für sein Buch A Prince of Our Disorder, eine Biografie über T. E. Lawrence. Aufsehen erregten außerdem seine Arbeiten mit Menschen, die von Entführungen durch nichtmenschliche Wesen berichten, sogenannte Entführungen durch Außerirdische.

## Werdegang bis 1990
Der Sohn von Edward C. Mack und Ruth (Hamdullah) Mack besuchte das Oberlin College und schloss 1951 mit Bachelor ab. Er wechselte danach auf die Harvard Medical School und promovierte 1955 als Doktor der Medizin (Doctor of Medicine). Im Anschluss arbeitete Mack am Massachusetts General Hospital als Assistenzarzt und absolvierte eine Ausbildung als Psychiater am Massachusetts Mental Health Center. 1959 leistete Mack Militärdienst in Japan bei der US Air Force und stieg dort bis in den Rang eines Captain (Hauptmann) auf. 1961 kehrte er wieder aus dem Militärdienst zurück, vertiefte seine Ausbildung am Massachusetts Mental Health Center und dem Boston Psychoanalytic Society and Institute und schloss diese Weiterbildung als diplomierter Psychoanalytiker für Kinder und Erwachsene ab.
Ab 1964 arbeitete Mack an der Harvard Medical School und wurde 1972 dort Professor. Für seine psychoanalytische Biografie von Lawrence von Arabien A Prince of Our Disorder: The Life of T. E. Lawrence erhielt Mack 1977 den Pulitzer-Preis in der Kategorie Autobiographie/Biographie. 1983 gründete er das Center for Psychology and Social Change, welches nach seinem Tode in John E. Mack Institute umbenannt wurde.
In der ersten Hälfte seiner Karriere arbeitete Mack unter anderem an den psychologischen Auswirkungen und Ursachen des Kalten Krieges, der globalen ökologischen Krise, des Ethnonationalismus und anderer kollektiver Phänomene. In diesem Rahmen arbeitete Mack aktiv mit bei der Organisation Internationale Ärzte für die Verhütung des Atomkrieges mit. Diese Organisation erhielt 1985 für ihre Arbeit einen kollektiven Friedensnobelpreis.
Einen weiteren Schwerpunkt seiner Arbeit bildete die Beschäftigung mit selbstmordgefährdeten Kindern und Jugendlichen sowie die Erforschung von Träumen, insbesondere Alpträumen.

## Ab 1990: Arbeit am Entführungsphänomen
Seit den frühen 1990er Jahren widmete sich Mack Personen, die berichten, sie seien von nichtmenschlichen Wesen entführt worden und an ihnen seien verschiedene „medizinische Untersuchungen“ vorgenommen worden. Anfangs vermutete Mack einen psychischen Defekt bei den betreffenden Personen, konnte jedoch keine Anzeichen für eine Störung feststellen.
Er begann mit ausführlichen wissenschaftlichen Studien, für die insgesamt über 200 Personen herangezogen wurden. Mack bediente sich dabei neben den üblichen Techniken der Psychoanalyse auch der Hypnose, untersuchte das jeweilige Umfeld und zog in einigen Fällen Lügendetektor-Tests hinzu. Mack kam dabei zu dem Ergebnis, dass die Berichte real seien, die Personen also tatsächlich das erlebt hätten, was sie schilderten. Gründe für diese Schlussfolgerung sind laut Mack:
- Alle für die Studien herangezogenen Personen scheinen psychisch „normal“
- Allerdings zeigen einige Personen Anzeichen von posttraumatischer Belastungsstörung
- Die Personen kannten sich untereinander nicht, hatten oftmals niemand anderen von ihren Erlebnissen erzählt und schlugen keinen Gewinn aus ihren Erzählungen
- Übereinstimmungen in öffentlich nicht bekannten Details der Erzählungen
- Wiederholung der Geschichte, bzw. Schließen von Gedächtnislücken unter Hypnose
- Bestätigung durch das Umfeld der Betreffenden (Person war zum Zeitpunkt der vermeintlichen Entführung nicht auffindbar, UFO-Sichtungen in der Umgebung)

1992 leitete er zusammen mit dem Physiker David E. Pritchard eine Konferenz am Massachusetts Institute of Technology (MIT), die sich mit dem Abduktionsphänomen befasste.
Im darauffolgenden Jahr gründete Mack das Program for Extraordinary Experience Research (PEER, Programm zur Erforschung außergewöhnlicher Erfahrungen), um diese Ergebnisse weiter vertiefen und in einem größeren Kontext untersuchen zu können. Im April 1994 veröffentlichte er ein Buch zu dem Thema (Abduction: Human Encounters with Aliens, deutsche Ausgabe: Entführt von Außerirdischen), welches schnell auf den 1. Platz der US-Bestseller-Listen kletterte.
Dieses Buch führte zu kontroversen Diskussionen in der Öffentlichkeit und einem erhöhten Interesse an Mack und seiner Arbeit. Während Betroffene und dem UFO-Phänomen und der Parapsychologie offen gegenüberstehende Personen positiv reagierten, lehnten vor allem die etablierten Wissenschaftler seine Schlussfolgerungen ab. Auch und gerade innerhalb der Harvard University stieß Macks Arbeit auf Ablehnung. Schon 1993 wurde ihm an der Harvard-Universität der Ig-Nobelpreis (von engl.: ignoble: unwürdig, schmachvoll, schändlich) verliehen. Nach der Veröffentlichung seines Buches wurde außerdem ein Verfahren gegen Mack eröffnet mit dem Ziel, ihn von seinen Posten zu entheben. Nach 14-monatiger Untersuchung wurden das Verfahren und alle Vorwürfe gegen Mack jedoch fallen gelassen: Es konnten ihm keine fachlichen Fehler oder Verstöße gegen die ethisch-moralischen Prinzipien Harvards nachgewiesen werden.
Im November 1994 besuchte er die Ariel-Schule, um Zeugen der UFO-Sichtung bei Ruwa zu befragen. Bei den Befragungen von Hind, Leach und Mack gaben 62 Kinder im Alter zwischen sechs und zwölf Jahren an, mindestens ein UFO gesehen zu haben und viele davon beschrieben zudem nichtmenschliche Wesen. Das Ereignis gilt als eines der bedeutendsten UFO-Fälle und Nahbegegnungen.
1999 veröffentlichte Mack sein zweites Buch zu dem Titel Passport to the Cosmos: Human Transformation and Alien Encounters, in dem Mack verstärkt auf einen philosophisch-spirituellen Aspekt der Entführungen und dessen Verbindung zu modernen Weltanschauungen eingeht.

## Tod
Mack starb am 27. September 2004 durch einen Autounfall in London. Ein betrunkener Fahrer erfasste Mack, als dieser alleine zu Fuß von einem Essen bei Freunden nach Hause laufen wollte. Mack veröffentlichte in seiner wissenschaftlichen Laufbahn über 150 wissenschaftliche Artikel und elf Bücher.

## Zitate
- „After working with 20 or so [alien] abductees, … it became clear to me that I was dealing with a phenomenon that could not be explained psychiatrically.“
- „I would never say, yes, there are aliens taking people. [But] I would say there is a compelling powerful phenomenon here that I can't account for in any other way, that’s mysterious. Yet I can’t know what it is but it seems to me that it invites a deeper, further inquiry.“
- „I have this innocent confidence that if you do your work in a comprehensive and objective way, it stands on its own.“ (1994, Globe interview)

## Veröffentlichungen
- Nightmares and Human Conflict. Little, Brown and Company, Boston 1970, ISBN 0-700-00188-3
- Borderline States In Psychiatry. Grune & Stratton, New York 1975, ISBN 0-8089-0878-2
- A Prince of Our Disorder. The life of T. E. Lawrence. Little, Brown and Company, Boston 1976, ISBN 0-316-54232-6
- Abduction. Human Encounters With Aliens. Scribner, Boston 1994, ISBN 0-684-19539-9
  - Entführt von Ausserirdischen. Bettendorf, Essen [u. a.] 1995, ISBN 3-88498-078-5; Heyne, München 1997, ISBN 3-453-12310-7
- mit Andrea Pritchard, David E. Pritchard, Pam Kasey & Claudia Yapp (Hrsg.): Alien Discussions. Proceedings of the Abduction Study Conference held at MIT, Cambridge, MA. North Cambridge Press, 1995 
  - Alien Discussions/Von Außerirdischen entführt. Forschungsberichte und Diskussionsbeiträge zur Konferenz am Massachusetts Institute of Technology (MIT), Cambridge, über das Abduktionsphänomen. Zweitausendeins, Frankfurt 1996, ISBN 3-86150-174-0
- Passport to the Cosmos. Human Transformation and Alien Encounters. Crown, Boston 1999, ISBN 0-517-70568-0

## Film
- Touched. Dokumentarfilm von Laurel Chiten, 2003 (Präsentationsseite mit zwölfminütiger Vorschau; WMV; 4,9 MB)

## Radiosendung
- Abduction, Alienation and Reason. In: BBC Radio 4. 8. Juni 2005 (MP3; 30 min)
  - Angela Hind: Alien thinking. In: BBC News. 8. Juni 2005